# Ziegfeld Follies of 1927
The Ziegfeld Follies of 1927 è un musical statunitense, che debuttò a Broadway il 16 agosto 1927 al New Amsterdam Theatre. Prodotto da A.L. Erlanger e Florenz Ziegfeld, Jr., restò in scena per 167 repliche. Lo spettacolo venne interrotto bruscamente il 7 gennaio 1928 a causa di una malattia che colpì Eddie Cantor. Ziegfeld dapprima non credette alla gravità del male e cercò di far tornare sul palcoscenico Cantor. Tra i due intercorse una corrispondenza piuttosto burrascosa anche a causa del danno finanziario che l'interruzione dello show arrecava alla produzione. Alla fine, l'impresario si rese conto che il suo comico era effettivamente malato di pleurite e finì con chiedere scusa per l'atteggiamento che aveva tenuto fino a quel momento con lui.
Diretto dallo stesso Ziegfeld e da Sammy Lee e Zeke Colvan, lo spettacolo era in due atti: le scene erano firmate da Joseph Urban, i costumi da John W. Harkrider. Il libretto è di Harold Atteridge e Eddie Cantor, parole e musica di Irving Berlin.

## Il cast
Nel cast figurano i nomi di Eddie Cantor, Ruth Etting, Edna Wallace Hopper, Claire Luce e Helen Hayes

## Le canzoni
Shaking the Blues Away cantata dalla Etting arriva in quarta posizione in classifica.

### Atto I
- We Want to be Glorified
- Ribbons and Bows
- Shaking the Blues Away
- Ooh, Maybe It's You
- Rainbow of Girls
- It All Belongs to Me
- She Don't Wanna (musica di Milton Ager, parole di Jack Yellen)
- My Blue Heaven (musica di Walter Donaldson, parole di George Whiting)
- You Gotta Have IT  (musica e parole di Irving Berlin e Eddie Cantor)
- It's Up to the Band
- Prisoner's Song (If I Had the Wings of an Angel) (parole e musica di Guy Massey)
- When My Baby Smiles at Me (from Greenwich Follies of 1919) (musica di Bill Munro; parole di Andrew B. Sterling e Ted Lewis)
- St. Louis Blues

### Atto II
- Jimmy
- Learn to Sing a Love Song
- Tickling the Ivories
- The Jungle-Jingle
- Now We Are Glorified

### Cast della prima (16 agosto 1927)
- Jean Ackerman
- Pirkko Ahlquist
- Wilma Ansell
- Jean Audree
- Anita Avila
- Franklyn Bauer
- Dorothy Bauman
- Leo Bill
- Bonnie Blackwood
- Antoinette Boots
- Helen Hayes Brown
- Genevieve Browne
- The Brox Sisters
- Gloria Bujee
- Edna Bunte
- Dorothy Burr
- Bobbie Campbell
- Eddie Cantor
- Kae Carroll
- Olga Chalmers
- Peggy Chamberlin
- Paul Chezzi
- Lillian Clark
- Babe Colby
- Ripples Covert
- Eileen Cullen
- Mignon Dallette
- Myrna Darby
- Claudia Dell
- Irene Delroy
- Dorothy Donahue
- Mary Donahue
- Pauline Dove
- Alma Drange
- Anna Dumar
- Cliff Edwards
- Ruth Etting
- Fairchild & Rainger
- Murrel Finely
- Grace Fleming
- Lora Foster
- Amy Frank
- Vera Fredericks
- Marie Gale
- Rose Gale
- Paul Ghezzi
- Doreen Glover
- Rita Glynde
- Frances Gorton
- Evelyn Graves
- Velma Grimm
- Edith Hayward
- Dan Healy
- Ross Hines
- Edna Wallace Hopper
- The Ingenues
- Bob Ingersoll
- Mary Irwin
- Madeline Janis
- Billie Jenks
- Paula Jones
- Bettye Junod
- Helen Kaiser
- Lily Kimari
- Lydia Krashinsky
- Kathleen Krosby
- Ida Lanvin
- Marjorie Leet
- Frances Leighton
- Marguerite Lichti
- Claire Luce
- Polly Luce
- Marie Marceline
- Margaret Mayer
- Harry McNaughton
- Beth Milton
- Mixi
- Catherine Moylan
- Bonnie Murray
- Myrio and Desha
- Marie Novak
- Agnes O'Laughlin
- Blanche Olsen
- Peggy O'Neil
- Nona Otero
- Jessie Payne
- Frank Phillips
- Nickie Pitell
- Alice Pleis
- Louise Powell
- William H. Power
- Albertina Rasche Girls
- Gladys Rennick
- Anita Rice
- Kathryn Ringquist
- Virginia Roberts
- Olga Royce
- Lee Russell
- Dorothy Ryan
- Phil Ryley
- Blanche Satchell
- Bunny Schum
- Mickie Seiden
- Tommie Shannon
- Frank Sherlock
- Al Siegel
- Mina Smith
- Mina Sorel
- Laura Standish
- Cora Stephens
- George Stevens
- Wanda Stevenson
- Norma Taylor
- Andrew Tombes
- Nildred Turner
- Frances Upton
- Blossom Vreeland
- Florence Ward
- Marion Wellman
- Lucy Westgate
- Gertrude Williams
- Frances Woodward
- Gladys Young